# Братовићи
Братовићи (итал. Bratovici) је насељено место у Републици Хрватској у Истарској жупанији. Административно је у саставу Града Пореча.

## Становништво
Према последњем попису становништва из 2001. године у насељу Братовићи је живело 10 становника који су живели у 2 породична и 1 самачком домаћинству.
Кретање броја становника по пописима 1857—2001.
| година пописа  | 1857. | 1869. | 1880. | 1890. | 1900. | 1910. | 1921. | 1931. | 1948. | 1953. | 1961. | 1971. | 1981. | 1991. | 2001. |
| бр. становника | 0     | 0     | 33    | 37    | 40    | 13    | 0     | 0     | 42    | 33    | 23    | 15    | 13    | 9     | 10    |

Напомена: У 1857, 1869, 1921. i 1931. подаци су садржани у насељу Бадерна. Од 1880. до 1910. исказано као део насеља. 